# Каменка (Судак)
Ка́менка (до 1948 года Большо́й Таракта́ш; укр. Кам'янка, крымскотат. Büyük Taraq Taş, Буюк Таракъ Таш) — исчезнувшее село в Судакском регионе Республики Крым, объединённое с Дачным, восточная часть села на левом берегу небольшой реки Судак.

## История
Первые, ещё «варварские» остатки жилищ и святилища, на месте села датируются историками I веком до н. э., а уже в I веке н. э. существовало античное поселение (тоже со святилищем) «раннеримского» периода, существовавшее до IV века, прослеживается поселение (остатки керамики) и в раннем средневековье населяли его потомки готов и аланов, заселивших край в III веке. В первом упоминании в доступных источниках — договоре Генуи с Элиас-Беем Солхатским 1381 года, согласно которому «гористая южная часть Крыма к северо-востоку от Балаклавы», с её поселениями и народом, который суть христиане, полностью переходит во владение генуэзцев, записана лат. cazale Tarataxii — селение было включено в консульство Солдайи Генуэзской Газарии.
- Тарактащская долина. Худ. А. де Палдо, грав. А. Я. Колпашников. Спб., 1805. 27 лист из альбома ко второй части издания П. И. Сумарокова «Досуги крымского судьи или Второе путешествие в Тавриду»
- Село Таракташ, около 1915 года
- Село Таракташ, около 1915 года. В центре мечеть Аджи-Бей Джами.

После захвата Кафы османами в 1475 году Таракташ включили в Судакский кадылык санджака Кефе (до 1558 года, в 1558—1774 годах — эялета) империи. Селение было занято османским военным гарнизоном: согласно Ю. Озтюрку (тур. Yücel Öztürk) на месте села Ташлу или Ташлуджа располагались казармы, а христианское население вынуждено было покинуть населенный пункт и, вероятно, перебралось ближайшее селение Монастырь. В Джизйе дефтера Лива-и Кефе (Османских налоговых ведомостях) 1520 года фигурирует собранный с селения Ташлу налог в размере 830 акче, что говорит о наличии населения, либо жители проживали в другом месте, числясь в Таракташе, упомянуто село и в 1542 году. Жители выращивали пшеницу и ячмень, владельцем обоих сёл был Хасан бин Юсув из Софии. Документальное упоминание селения встречается в «Османском реестре земельных владений Южного Крыма 1680-х годов», согласно которому Таракташ входил в Судакский кадылык эялета Кефе. Всего упомянуто 14 землевладельцев (все мусульмане), владевших 436-ю дёнюмами земли. К концу XVIII века жители Таракташа, видимо, полностью приняли ислам, поскольку в списках «Ведомостей о выведенных из Крыма в Приазовье христианах» А. В. Суворова и митрополита Игнатия село не значится. После обретения ханством независимости по Кючук-Кайнарджийскому мирному договору 1774 года «повелительным актом» Шагин-Гирея 1775 года селение было включено в Крымское ханство, в состав Кефинского каймаканства Судакского кадылыка, что зафиксировано и в Камеральном Описании Крыма… 1784 года.
После присоединения Крыма к России 8 (19) апреля 1783 года, 8 (19) февраля 1784 года, именным указом Екатерины II сенату, на территории бывшего Крымского Ханства была образована Таврическая область и деревня была приписана к Левкопольскому, а после ликвидации в 1787 году Левкопольского — к Феодосийскому уезду Таврической области. С началом Русско-турецкой войной 1787—1791 годов, в феврале 1788 года производилось выселение крымских татар из прибрежных селений во внутренние районы полуострова, в том числе и из Таракташа. В конце войны, 14 августа 1791 года всем было разрешено вернуться на место прежнего жительства. После Павловских реформ, с 1796 по 1802 год, входила в Акмечетский уезд Новороссийской губернии. По новому административному делению, после создания 8 (20) октября 1802 года Таврической губернии, Таракташ был включён в состав Кокташской волости Феодосийского уезда.
По Ведомости о числе селений, названиях оных, в них дворов… состоящих в Феодосийском уезде от 14 октября 1805 года, учтена одна деревня Таракташ, в коей числилось 43 двора и 223 жителя, исключительно крымских татар, также и на военно-топографической карте генерал-майора Мухина 1817 года обозначена одна деревня Таракташ с 77 дворами. После реформы волостного деления 1829 года Таракташ, согласно «Ведомости о казённых волостях Таврической губернии 1829 года» остался в составе Кокташской волости. На карте 1836 года в обозначенном отдельно Биюк Таракташе 110 дворов, как и на карте 1842 года. С этого времени начинается раздельная история Таракташей.
В 1860-х годах, после земской реформы Александра II, деревню определили центром новой Таракташской волости. Согласно «Списку населённых мест Таврической губернии», составленному по результатам VIII ревизии 1864 года, Таракташ верхний (или Биюк-Таракташ) — казённая татарская деревня, с 215 дворами, 1072 жителями, 2 мечетями, волостным правлением и сельской почтовой станцией при речке Таракташ. По обследованиям профессора А. Н. Козловского начала 1860-х годов, в селении «пользуются колодезной водой. Колодцев 21, глубиной 4—7 саженей; из них 16 с пресной водой, а 5 с солоноватой.» В летнее воды бывает очень мало. При этом, на трёхверстовой карте Шуберта 1865—1876 года опять один Таракташ со 118 дворами. На 1886 год в деревне Большой Таракташ, согласно справочнику «Волости и важнѣйшія селенія Европейской Россіи», проживало 875 человек в 179 домохозяйствах, имелось волостное правление, действовала мечеть и 3 лавки. В «Памятной книге Таврической губернии 1889 года» по результатам Х ревизии 1887 года один Таракташ с 483 дворами и 2324 жителями. На верстовке Крыма 1889 года в Биюк-Таракташе — 225 дворов с татарским населением.
После земской реформы 1890-х годов деревня осталась центром преобразованной Таракташской волости. По «…Памятной книжке Таврической губернии на 1892 год» в Большом Таракташе, составлявшем Больше-Таракташское сельское общество, числилось 1300 жителей в 197 домохозяйствах. Всероссийская перепись 1897 года зафиксировала в деревне 1574 жителя, из которых 1545 мусульман (крымских татар). По «…Памятной книжке Таврической губернии на 1902 год» в деревне Большой Таракташ, входившей в Больше-Таракташское сельское общество, числилось 1454 жителя в 301 домохозяйстве. На 1914 год в селении действовало земское училище. По Статистическому справочнику Таврической губернии, 1915 год, в деревне Таракташ Большой Таракташской волости Феодосийского уезда числилось 398 дворов (301 двор с землёй, 97 — безземельные) с татарским населением в количестве 1751 человек приписных жителей и 81 «посторонних», из которых 955 мужчин и 877 женщин. Жители владели 200 десятинами удобной земли. В хозяйствах имелось 141 лошадьей, 12 волов, 142 коровы и 602 головы овец, свиней, или коз.
После установления в Крыму Советской власти, по постановлению Крымревкома от 8 января 1921 года была упразднена волостная система и село включили в состав вновь созданного Судакского района Феодосийского уезда, а в 1922 году уезды получили название округов. 11 октября 1923 года, согласно постановлению ВЦИК, в административное деление Крымской АССР были внесены изменения, в результате которых округа ликвидировались и Судакский район стал самостоятельной административной единицей. Согласно Списку населённых пунктов Крымской АССР по Всесоюзной переписи 17 декабря 1926 года, в селе Таракташ Большой, Таракташского сельсовета Судакского района, числилось 289 дворов, из них 287 крестьянских, население составляло 1063 человека, из них 1047 татарин, 8 украинцев, 7 русских, один болгарин; действовала татарская школа.
В 1944 году, после освобождения Крыма от фашистов, согласно постановлению ГКО № 5859 от 11 мая 1944 года, 18 мая крымские татары были депортированы в Среднюю Азию. 12 августа 1944 года было принято постановление № ГОКО-6372с «О переселении колхозников в районы Крыма» и в сентябре 1944 года в район приехали первые новоселы (2469 семей) из Ставропольского и Краснодарского краёв, а в начале 1950-х годов последовала вторая волна переселенцев из различных областей Украины. С 25 июня 1946 года Большой Таракташ в составе Крымской области РСФСР. Указом Президиума Верховного Совета РСФСР от 18 мая 1948 года, Большой Таракташ переименовали в Каменку. 26 апреля 1954 года Крымская область была передана из состава РСФСР в состав УССР. На 15 июня 1960 года Каменка числилась в составе Дачновского сельсовета. Указом Президиума Верховного Совета УССР «Об укрупнении сельских районов Крымской области», от 30 декабря 1962 года Судакский район был упразднён и село включили в состав Алуштинского района. 1 января 1965 года, указом Президиума ВС УССР «О внесении изменений в административное районирование УССР — по Крымской области» Каменка предана в состав Феодосийского горсовета. В 1979 году был выделен Судакский городской совет и село передали в его состав. В период с 1 января по 1 июня 1977 года село Каменку объединили с Дачным с названием Дачное.

### Динамика численности населения
| 1805 | 1864 | 1886 | 1889 | 1892 | 1897 | 1902 | 1915    | 1926 |
| ---- | ---- | ---- | ---- | ---- | ---- | ---- | ------- | ---- |
| 223  | 1072 | 875  | 2324 | 1300 | 1574 | 1454 | 1751/81 | 1063 |